# The Tempest (album)
The Tempest è il decimo album del gruppo Horrorcore Insane Clown Posse. L'album giunse alla posizione #20 della Billboard 200.

## Tracce
1. The Sky Is Falling
2. Ride the Tempest
3. Alley Rat
4. "Haunted Bumps
5. Growing Again
6. Hum Drum Boogie
7. I Do This!"
8. What About Now?
9. Watch My Ride
10. The Tower
11. The Party (feat. DJ Clay)
12. Bitch, I Lied
13. Play My Song
14. Mexico City
15. If I Was a Serial Killer

## Formazione
- Joseph Bruce – voce
- Jeffrey Campo – mastering
- Mike E. Clark – produttore
- Brian Debler – artwork
- DJ Clay — scratching, voce
- Insane Clown Posse — voce
- James Mitchell — voce
- R.O.C. — voce
- Razor Ray — chitarra; voce
- Michael Scotta — artwork,
- Shaggy 2 Dope — voce, scratching
- Cindy Wulkan — artwork, cover design